# Confine tra Repubblica Centrafricana e Sudan del Sud
Il confine tra la Repubblica Centrafricana e il Sudan del Sud ha una lunghezza di 1055 km e va dal triplice confine con il Sudan a nord, al triplice confine con la Repubblica Democratica del Congo a sud.

## Descrizione
Il punto di partenza preciso del confine a nord è controverso, a causa del fatto che sia il Sudan che il Sudan del Sud rivendicano la regione di Kafia Kingi, attualmente sotto amministrazione sudanese. Partendo dal triplice confine de facto, il tracciato procede verso sud per un breve tratto, prima di svoltare a sud-est. Il confine segue quindi una serie di linee molto irregolari via terra in direzione sud-est, fino al triplice confine con la Repubblica Democratica del Congo. Il confine segue approssimativamente la divisione dello spartiacque Nilo-Congo.

## Storia
Il confine fu stabilito per la prima volta durante la "spartizione dell'Africa", un periodo di intensa competizione tra le potenze europee nel tardo XIX secolo per il controllo dei territori africani. Il processo culminò nella Conferenza di Berlino del 1884, in cui le nazioni europee interessate concordarono sulle rispettive rivendicazioni territoriali e sulle regole degli impegni futuri. Come risultato di ciò, la Francia ottenne il controllo della valle superiore del fiume Niger (più o meno equivalente alle aree del Mali e del Niger moderni) e anche le terre esplorate da Pierre Savorgnan de Brazza in Africa centrale (più o meno equivalenti agli attuali Gabon e Congo-Brazzaville). Da queste basi i francesi esplorarono ulteriormente l'interno, collegando infine le due aree in seguito alle spedizioni dell'aprile 1900 che si incontrarono a Kousséri, nell'estremo nord del moderno Camerun. Queste regioni appena conquistate furono inizialmente governate come territori militari, con le due aree successivamente organizzate nelle colonie federali dell'Africa Occidentale Francese (Afrique occidentale française, abbreviato AOF) e dell'Africa Equatoriale Francese (Afrique équatoriale française, AEF).
Nel 1898-99 la Gran Bretagna e la Francia si accordarono sulle loro reciproche sfere di influenza, deliminado una frontiera tra l'AEF e il Sudan anglo-egiziano (ovvero i moderni confini Ciad-Sudan, Repubblica Centrafricana-Sudan e Repubblica Centrafricana-Sud Sudan). Questa fu seguita dalla demarcazione sul terreno da parte di una commissione anglo-francese nel 1921-23, con la ratifica del confine finale il 21 gennaio 1924.
Il 1º gennaio 1956 il Sudan anglo-egiziano dichiarò l'indipendenza come Repubblica del Sudan; la Repubblica Centrafricana seguì più tardi, il 13 agosto 1960. A seguito di un referendum, il 9 luglio 2011 il Sud Sudan ha dichiarato l'indipendenza dal Sudan e ha così ereditato la maggior parte dell'ex confine Repubblica Centrafricana-Sudan. La regione di confine è remota e scarsamente controllata e fornisce un rifugio sicuro a vari gruppi ribelli; si pensa che il guerrigliero Joseph Kony dell'Esercito di resistenza del Signore possa attualmente nascondersi nella regione di confine.

## Insediamenti vicino al confine

### Repubblica Centrafricana
- Bambouti

### Sudan del Sud
- Li Yubu
- Ezo